# Early Bird Satellite
"Early Bird" of "Early Bird Satellite" is een instrumentaal nummer uit 1965 van de Belgische organist André Brasseur. Van de single werden wereldwijd meer dan zes miljoen exemplaren verkocht.
Het nummer heette aanvankelijk "Early Bird Satellite", naar de bijnaam van de telecommunicatiesatelliet Intelsat I die was gelanceerd in 1965. Het nummer wel al gauw gekend en ook uitgebracht onder de korte naam "Early Bird". Het was de tweede single van wat voluit "André Brasseur And His Multi-Sound Organ" heette.
Het nummer is uitgevoerd op een hammondorgel. Tijdens de opnames had opnametechnicus Roger Verbestel een fout gemaakt door het nummer te traag op te nemen. Op normale snelheid gaf dit te hoge tonen, maar met een normale opname er naast gemixt, gaf dit het typische geluid van het nummer.
Het nummer haalde de eerste plaats op de Vlaamse hitlijst.
In 2007 werd het nummer opgenomen in De Eregalerij van de Vlaamse publieke zender Radio 2.

## Hitnoteringen

### België
| "Early Bird" in de Vlaamse hitlijst van 01-08-1965 t/m 01-11-1965 | "Early Bird" in de Vlaamse hitlijst van 01-08-1965 t/m 01-11-1965 | "Early Bird" in de Vlaamse hitlijst van 01-08-1965 t/m 01-11-1965 | "Early Bird" in de Vlaamse hitlijst van 01-08-1965 t/m 01-11-1965 | "Early Bird" in de Vlaamse hitlijst van 01-08-1965 t/m 01-11-1965 | "Early Bird" in de Vlaamse hitlijst van 01-08-1965 t/m 01-11-1965 |
| Week                                                              | aug                                                               | sep                                                               | okt                                                               | nov                                                               |                                                                   |
| ----------------------------------------------------------------- | ----------------------------------------------------------------- | ----------------------------------------------------------------- | ----------------------------------------------------------------- | ----------------------------------------------------------------- | ----------------------------------------------------------------- |
| Positie                                                           | 14                                                                | 1                                                                 | 5                                                                 | 4                                                                 | uit                                                               |

| "Early Bird" in de Waalse hitlijst van 01-07-1965 t/m 01-12-1965 | "Early Bird" in de Waalse hitlijst van 01-07-1965 t/m 01-12-1965 | "Early Bird" in de Waalse hitlijst van 01-07-1965 t/m 01-12-1965 | "Early Bird" in de Waalse hitlijst van 01-07-1965 t/m 01-12-1965 | "Early Bird" in de Waalse hitlijst van 01-07-1965 t/m 01-12-1965 | "Early Bird" in de Waalse hitlijst van 01-07-1965 t/m 01-12-1965 | "Early Bird" in de Waalse hitlijst van 01-07-1965 t/m 01-12-1965 | "Early Bird" in de Waalse hitlijst van 01-07-1965 t/m 01-12-1965 |
| Week                                                             | jul                                                              | aug                                                              | sep                                                              | okt                                                              | nov                                                              | dec                                                              |                                                                  |
| ---------------------------------------------------------------- | ---------------------------------------------------------------- | ---------------------------------------------------------------- | ---------------------------------------------------------------- | ---------------------------------------------------------------- | ---------------------------------------------------------------- | ---------------------------------------------------------------- | ---------------------------------------------------------------- |
| Positie                                                          | 33                                                               | 14                                                               | 19                                                               | 20                                                               | 19                                                               | 33                                                               | uit                                                              |

### Andere landen
| Land       | piekpositie | aantal weken |
| ---------- | ----------- | ------------ |
| Duitsland  | 5           | 12           |
| Oostenrijk | 8           | 8            |